# Списък на побратимени градове на Люксембург
Това е списък с побратимените градове на градовете в Люксембург.

### Дикирх
- Битбург, Германия
- Арлон, Белгия
- Аянж, Франция
- Либърти, Мисури, САЩ
- Монте, Швейцария

### Есперанж
- Серенч, Унгария

### Люксембург
- Мец, Франция